# Oberharzer Teiche

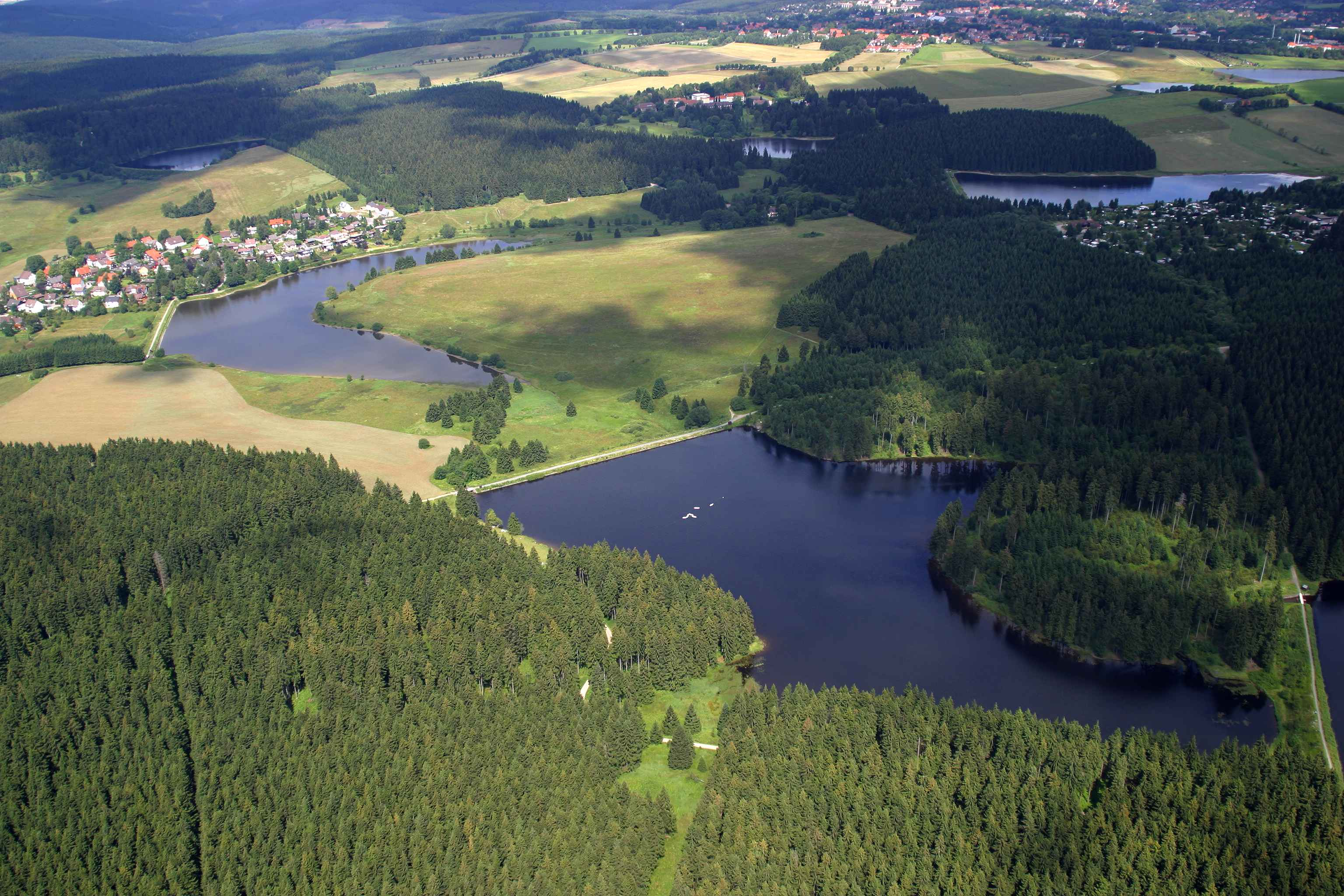
Teiche bei Buntenbock südlich von Clausthal-Zellerfeld: Ziegenberger Teich (vorn) und Sumpfteich (hinten); gut zu erkennen sind die Dammbauwerke

Die Oberharzer Teiche sind rund 70 kleinere und größere Stauteiche im Harz, die hauptsächlich um die Bergbaustadt Clausthal-Zellerfeld, deren Ortsteil Buntenbock und Hahnenklee im Oberharz platziert sind. Die Teiche sind durch Oberharzer Bergleute im Wesentlichen zwischen dem 16. und dem 18. Jahrhundert künstlich angelegt worden. Sie sind wesentlicher Bestandteil des Kulturdenkmales Oberharzer Wasserregal und gehören damit auch zu den UNESCO-Welterbestätten. Etwa die Hälfte der Stauteiche sind als Talsperrenbauwerk einzuordnen. Sie sind aber mittlerweile zu einem typischen Bestandteil des Oberharzes geworden und beheimaten teilweise extrem seltene Pflanzen- und Tierarten.
Zu den Oberharzer Teichen gehören auch die ältesten noch in Betrieb befindlichen Talsperren Deutschlands.

## Zweck

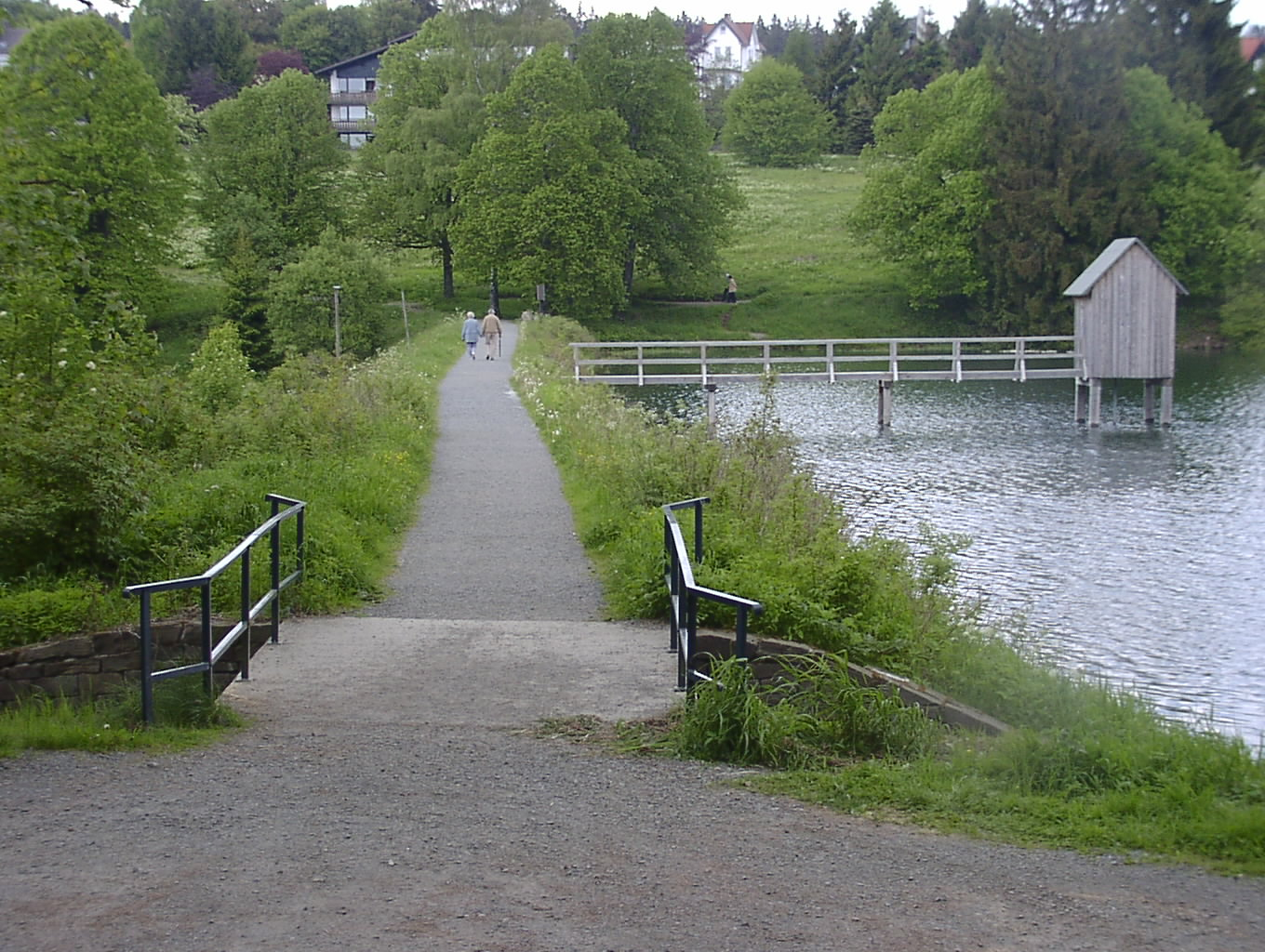
Der Damm des Großen Kranicher Teiches bei Hahnenklee; vom „Striegelhaus“ aus kann der Grundablass bedient werden

Die Stauseen wurden ursprünglich für die Speicherung von Wasser für den Antrieb von Wasserrädern zur Energieversorgung der Oberharzer Erzbergwerke errichtet. Mit diesen Wasserrädern wurde der Betrieb der Pumpen, der Förderanlagen, der Pochwerke und ab 1820 auch der Fahrkünste sichergestellt. Das Wasser zur Speicherung gewannen die Teiche zunächst aus ihrem natürlichen Einzugsgebiet, welches dann häufig von zusätzlichen Sammelgräben erheblich vergrößert wurde.
Heute werden die Teiche aus Gründen des Denkmalschutzes, der Landschaftspflege, des Naturschutzes sowie zur Erholung betrieben. Einige Teiche dienen dem Hochwasserschutz, einige andere Teiche werden für die Trinkwassergewinnung herangezogen. Betreiber der Teiche sind die Harzwasserwerke, die auch sechs moderne Talsperren im niedersächsischen Teil des Harzes betreiben.

## Baustil

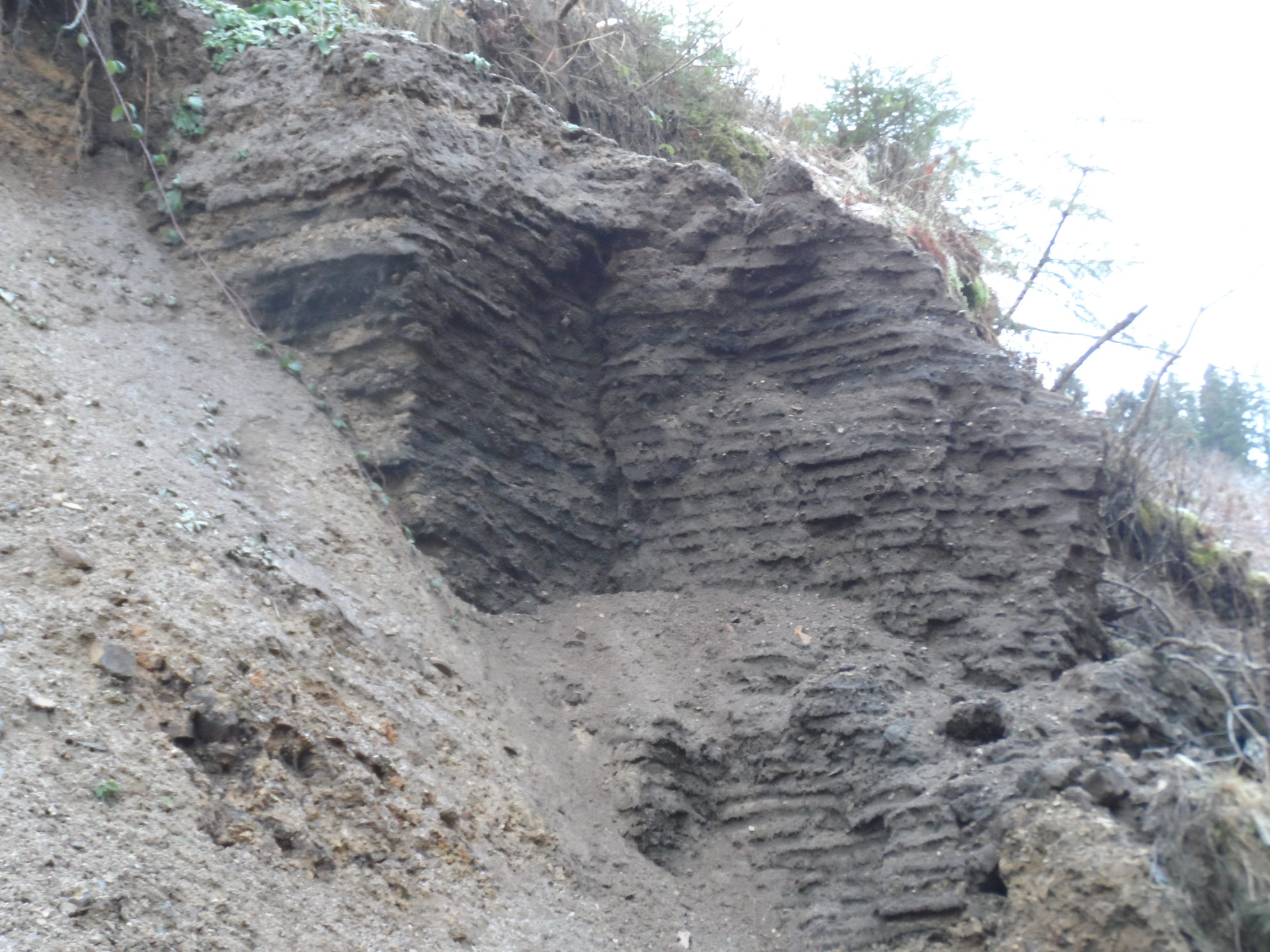
Gut erhaltene Rasensodendichtung im Dammkern eines Teichdammes

Die Absperrbauwerke sind als Erddämme konstruiert. Die Dammaufstandsfläche wurde dabei häufig nicht vom vorhandenen Bewuchs und Oberboden befreit. Das Dammschüttmaterial wurde in der Regel vor Ort gewonnen: Meist legte man im künftigen Stauraum kleine Steinbrüche an, wobei man dadurch gleichzeitig den Stauraum vergrößerte. Verdichtungsarbeit wurde beim Aufschütten der Dämme nicht durchgeführt. Aus diesem Grunde werden an den Dämmen auch heute noch, nach mehr als 300 Jahren, Setzungen von mehreren Millimetern pro Jahr beobachtet.
Als Dichtungsbaustoff konnte kein Lehm oder Ton eingesetzt werden, da es solchen im Oberharz nicht in ausreichenden Mengen gab. Die Oberharzer Bergleute hatten aber durch Erfahrung festgestellt, dass sich Rasensoden hervorragend als Dichtungsbaustoff einsetzen lassen: Mittels wie Mauerwerk aufeinandergesetzte Rasensoden wurde eine teilweise meterdicke Schicht in den Damm eingebaut, die für die Dichtigkeit des Dammes sorgte. Beobachtungen zeigen, dass diese durchaus auch nach Jahrhunderten ihren Dienst tut und dass sie selbst bei stillgelegten Staubauwerken keinerlei deutlichen Verwitterungen unterliegen.
Als Grundablass fungierte ein Holzgerenne, welches aufgrund der längeren Haltbarkeit in der Regel aus Eichenholz gefertigt wurde. Als Verschluss diente ein sogenannter „Striegel“, der ähnlich wie ein Stöpsel die Einlauföffnung des Holzgerennes verschloss und mittels Gestänge gezogen werden konnte. Sowohl Rasensodendichtung als auch hölzerner Grundablass sind noch in vielen Teichen in Betrieb.
Die Staudämme sind zwischen 4 und 15 m hoch und die Stauvolumina der Stauteiche schwanken zwischen 10.000 und 600.000 m³. Eine besondere Ausnahme stellt der Oderteich nordöstlich von Sankt Andreasberg dar, der als einziger Teich nicht mit Rasensoden, sondern mit Granitgrus gedichtet wurde und mit einer Dammhöhe von 21 m und einem Stauvolumen von 1,7 Mio. m³ Wasser die Abmessungen der übrigen Teiche deutlich überragt.

## Flora und Fauna

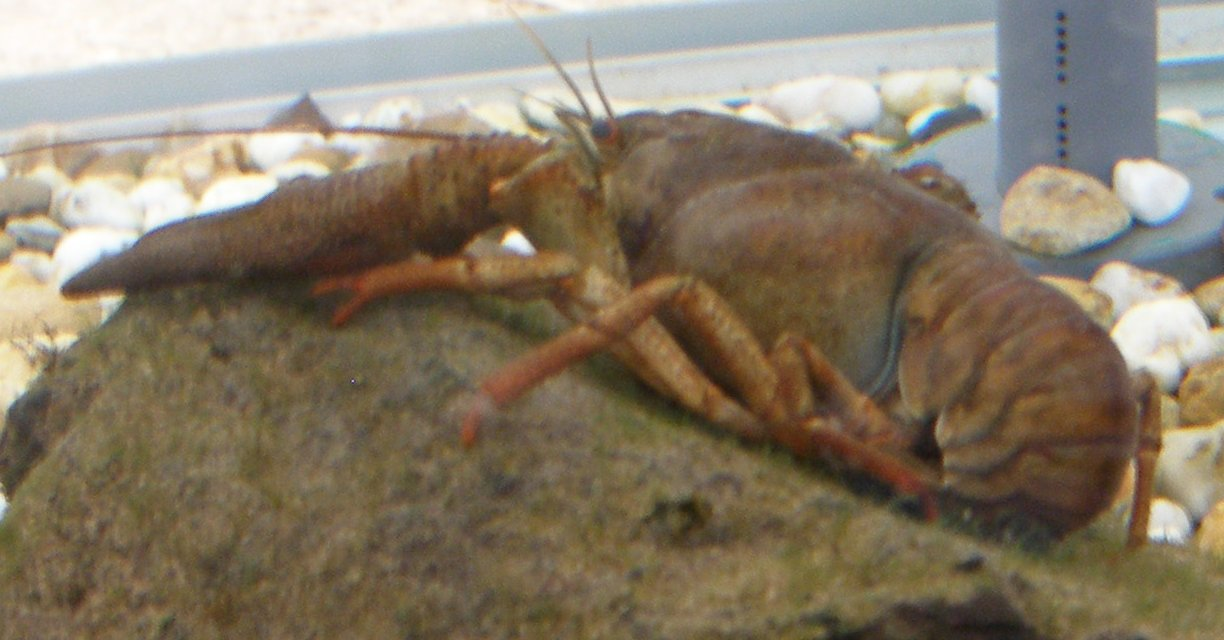
Edelkrebs

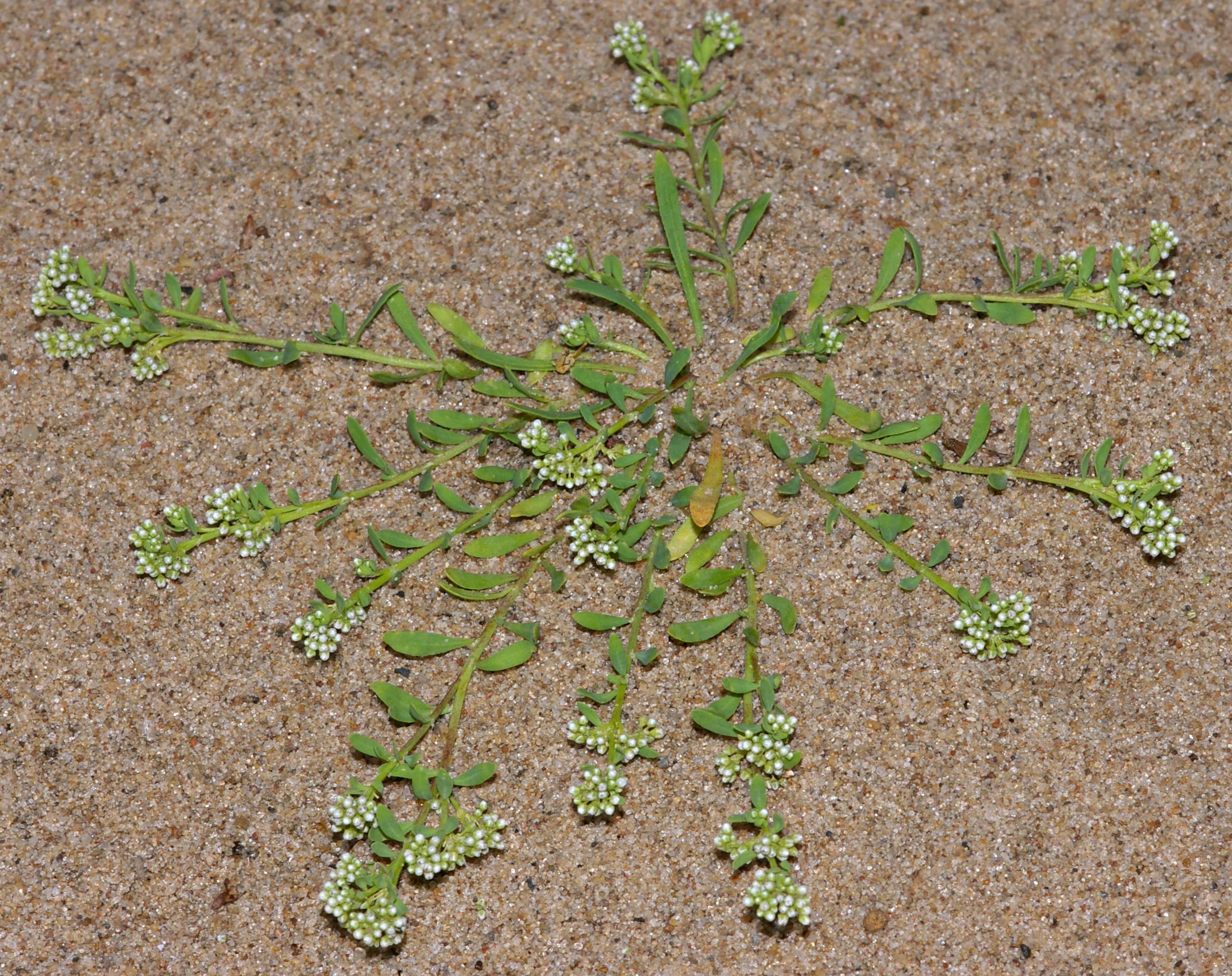
Hirschsprung

Obwohl die Gewässer künstlich angelegt sind, hat sich in sehr vielen Oberharzer Teichen eine seltene Flora und Fauna entwickelt. Es handelt sich um nährstoffarme und eher kühle Stillgewässer. Der Edelkrebs, der in den meisten europäischen Gewässern aufgrund der Krebspest ausgestorben ist, hat in vielen Oberharzer Teichen dank der isolierten Lage überleben können. Betreiber und Fischereipächter bemühen sich erfolgreich um eine Stärkung der Population.
Der jahrhundertelange Betrieb mit ständig wechselnden Wasserständen hat darüber hinaus extrem seltenen Pflanzengesellschaften einen Lebensraum verschafft: Auf vielen Teichböden finden sich Quirlige Knorpelmiere, Hirschsprung oder Strandling. Sie sind darauf angewiesen, dass weiterhin wechselnde Wasserstände im Stauraum gefahren werden und die Naturschutzbehörden haben mit den Betreibern einen Betriebsplan vereinbart, der in den betroffenen Gewässern den Bestand dieser Pflanzen sicherstellt. An anderen Teichen findet sich Kleinseggenried.
Der Fischbesatz wird hauptsächlich durch die pachtenden Angelvereine geprägt, die die Teiche mit Fisch besetzen. Erwünscht sind nur heimische Fischarten; insbesondere Aal- und Welsbesatz soll wegen der Unverträglichkeit mit dem Edelkrebsbestand unterbleiben.

## Tabelle der Oberharzer Teiche

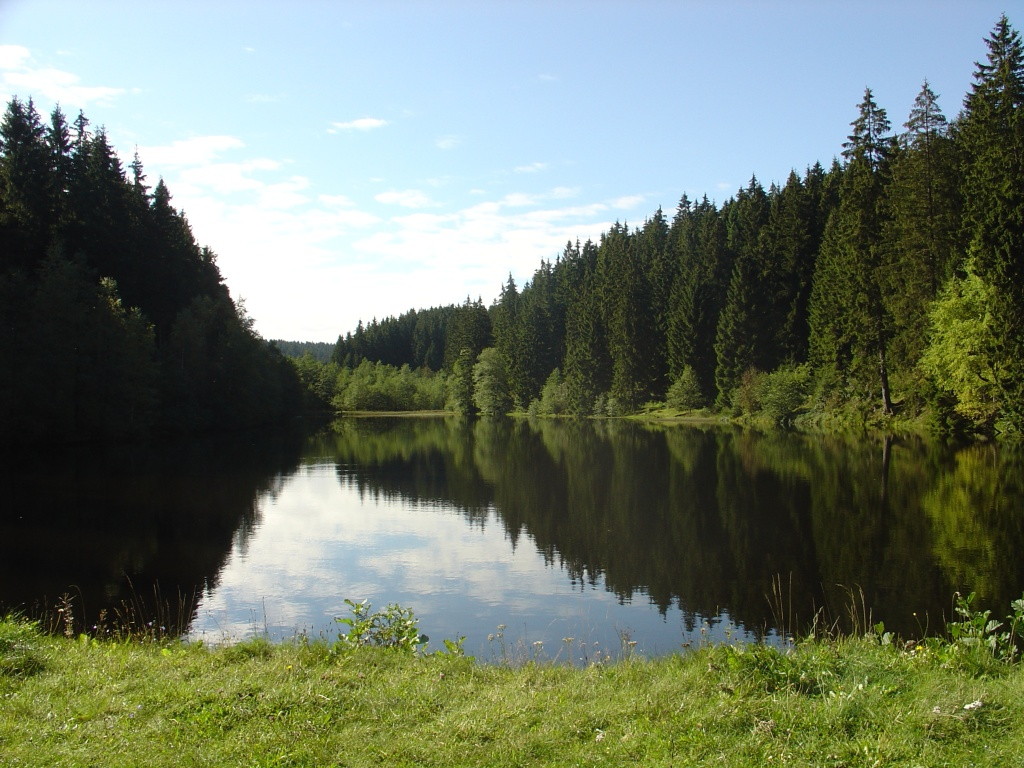
Hüttenteich bei Altenau

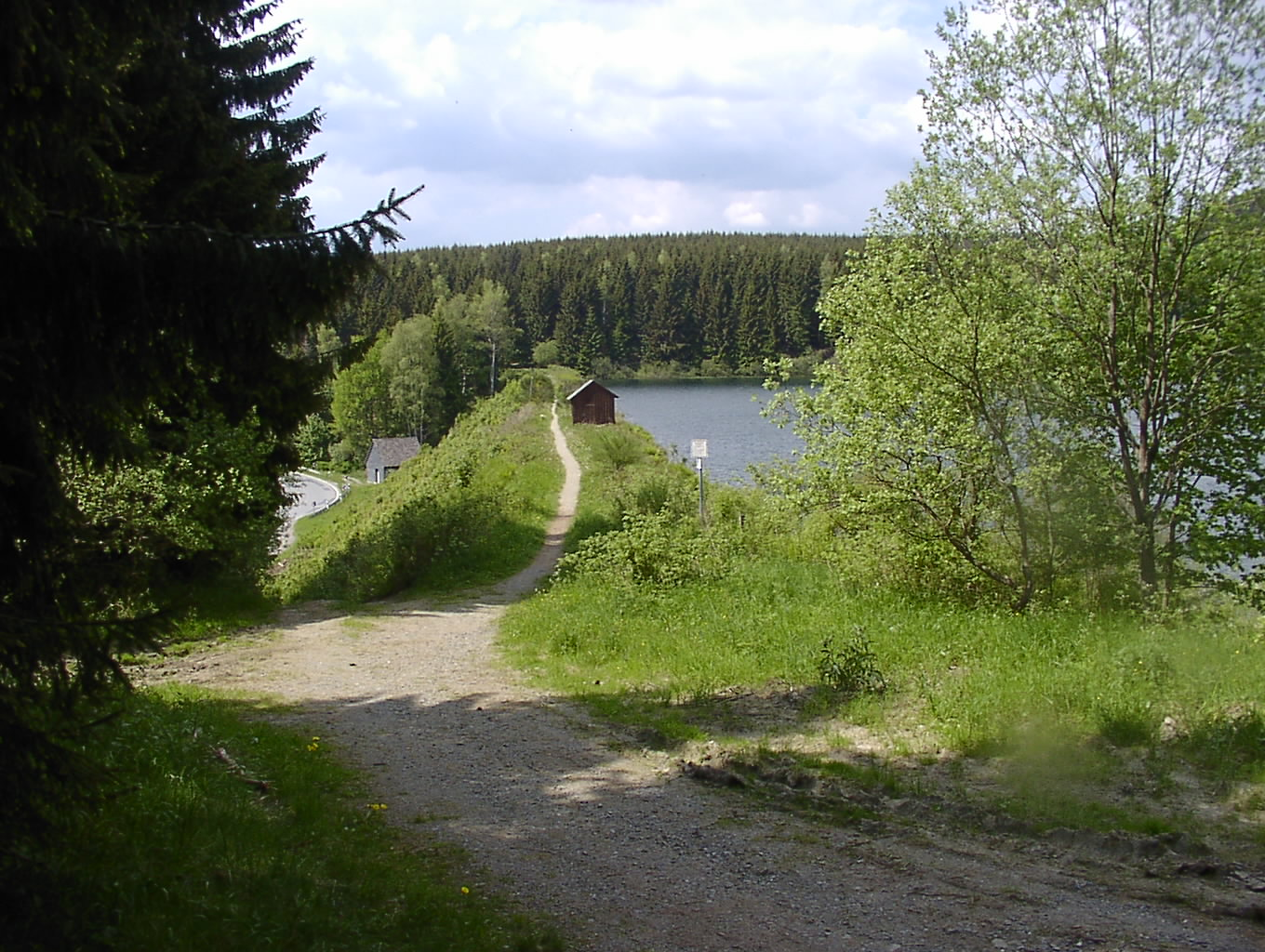
Der Damm des Mittleren Kellerhalsteiches nördlich von Zellerfeld ist rund 15 m hoch und kann bis zu 436.000 m³ Wasser stauen

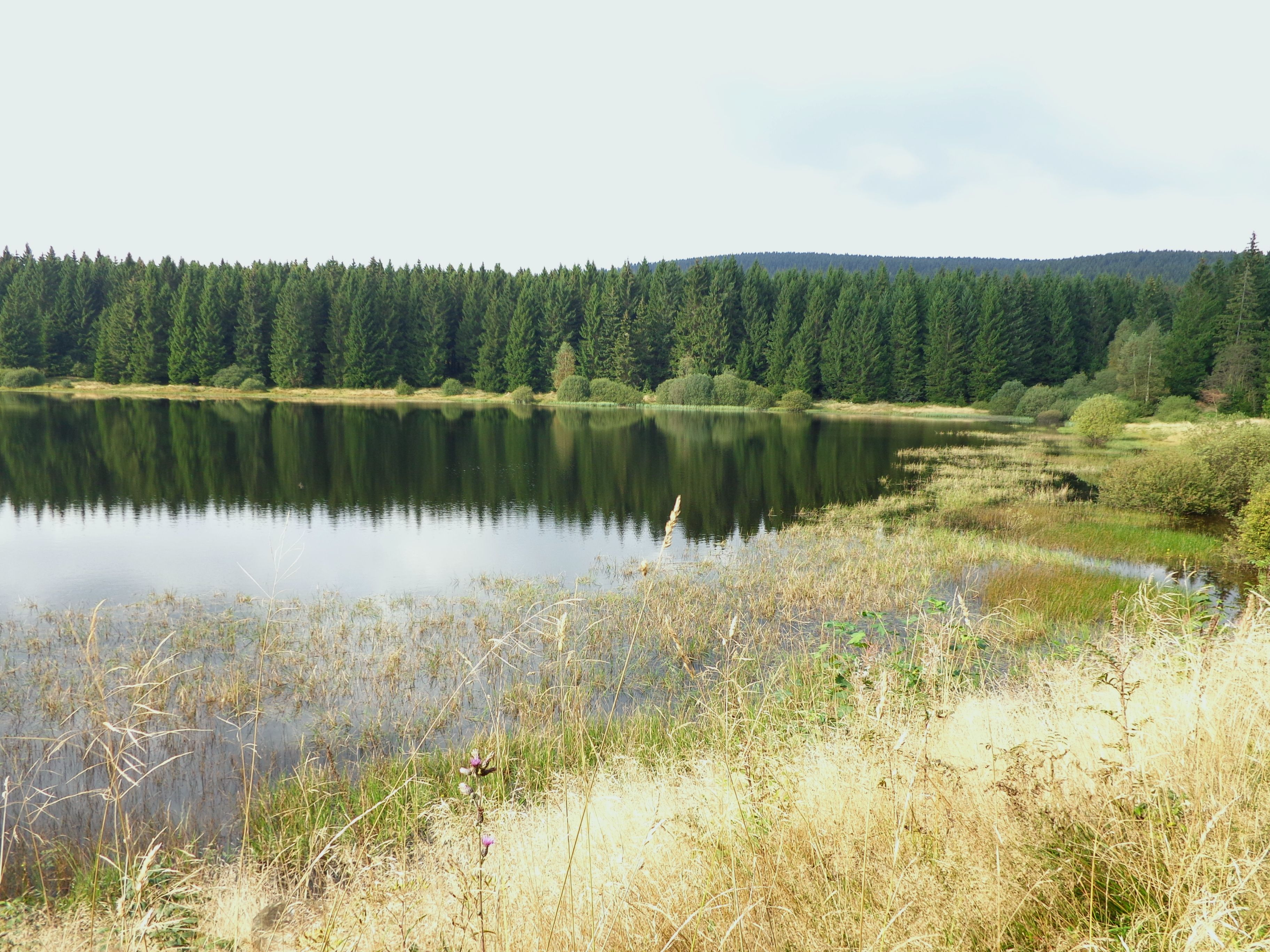
Zankwieser Teich

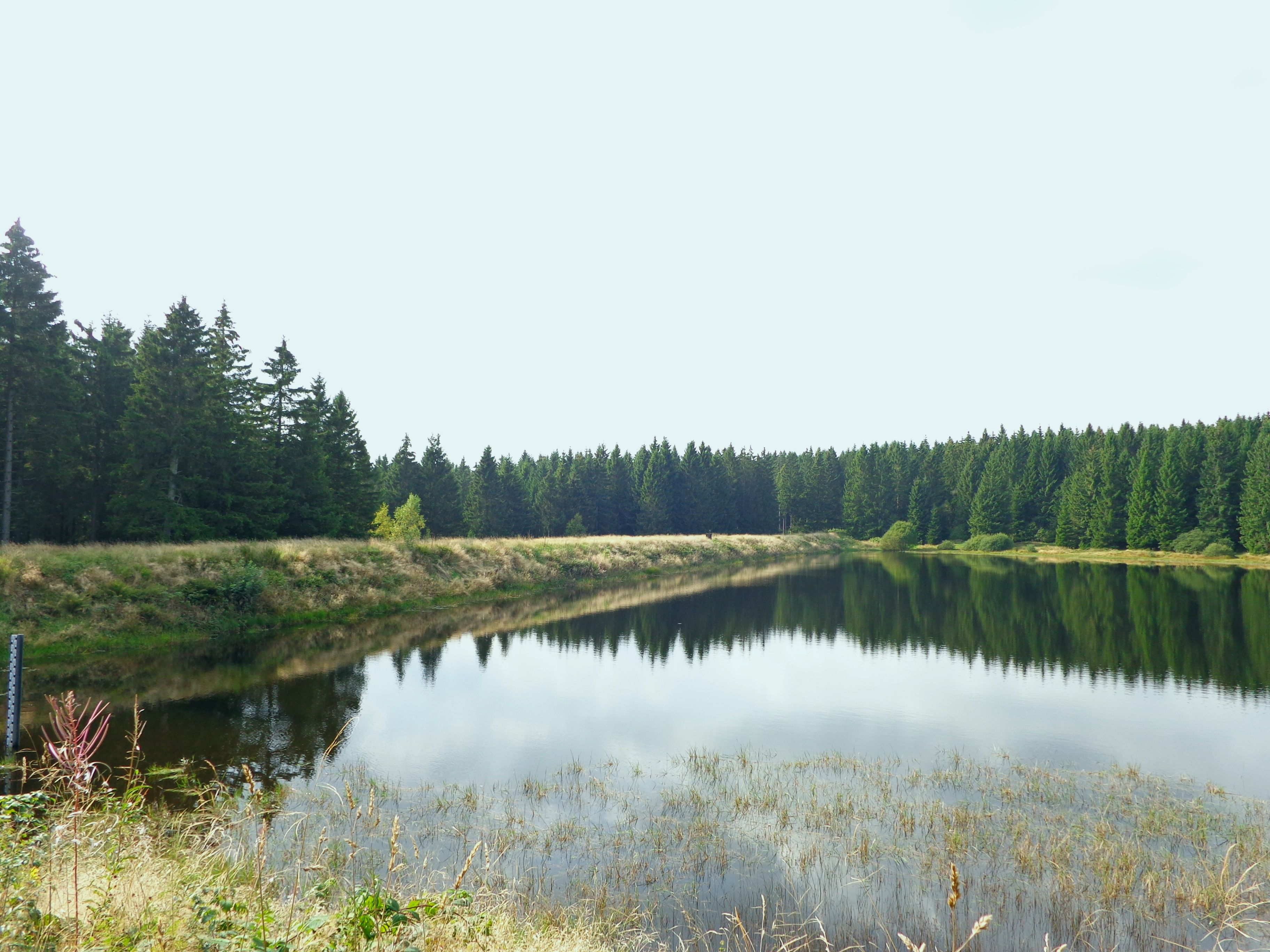
Damm des Zankwieser Teiches

Nachfolgende Liste umfasst weitgehend die von Oberharzer Bergleuten erbauten Stauteiche, soweit diese noch in Betrieb oder deutliche Dammreste noch sichtbar sind. Mühlenteiche werden nicht aufgeführt. Insgesamt sind 143 Dämme und ehemalige Dämme dokumentiert.
| Name                                                           | Bauzeit       | Speicherraum in m³ | Höhe über Talsohle in m | Talsperre (T) |
| -------------------------------------------------------------- | ------------- | ------------------ | ----------------------- | ------------- |
| Alter Wasserläufer Teich                                       | vor 1565      | 32.000             | 5,30                    | -             |
| Auerhahnteich                                                  | 1684          | 61.000             | 7,74                    | -             |
| Bärenbrucher Teich                                             | vor 1634      | 186.000            | 7,09                    | T             |
| Carler Teich                                                   | 1673          | 14.000             | 5,10                    | -             |
| Einersberger Teich, Oberer                                     | vor 1672      | 140.000            | 9,16                    | T             |
| Einersberger Teich, Mittlerer                                  | vor 1672      | 16.000             | 7,74                    | -             |
| Einersberger Teich, Unterer (†)                                | vermutl. 1620 |                    | 6,11                    | -             |
| Entensumpf                                                     | nach 1600     |                    |                         | -             |
| Eschenbacher Teich, Oberster (†) (auch: Kleiner Prinzen-Teich) |               |                    |                         | -             |
| Eschenbacher Teich, Oberer                                     | 1548          | 62.000             | 10,50                   | -             |
| Eschenbacher Teich, Unterer                                    | 1548          | 167.000            | 8,85                    | T             |
| Eulenspiegler Teich                                            | um 1546       | 61.000             | 3,43                    | -             |
| Flambacher Teich, Oberer                                       | 1701          | 88.000             | 6,50                    | T             |
| Flambacher Teich, Unterer                                      | 1693          | 48.000             | 5,03                    | -             |
| Flößteich, Oberer                                              | vor 1680      | 11.000             | 5,00                    | -             |
| Flößteich, Unterer                                             | vor 1680      | 10.000             | 4,28                    | -             |
| Flößteich (Pißtal) (†)                                         |               |                    |                         | -             |
| Fortuner Teich                                                 | 1721          | 296.000            | 14,33                   | T             |
| Grumbacher Teich, Neuer                                        | nach 1714     | 108.000            | 8,67                    | T             |
| Grumbacher Teich, Oberer                                       | vor 1680      | 180.000            | 10,50                   | T             |
| Grumbacher Teich, Mittlerer                                    | nach 1680     | 72.000             | 9,20                    | -             |
| Grumbacher Teich (Unterer)                                     | vor 1680      | 82.000             | 7,52                    | -             |
| Haderbacher Teich                                              | vor 1693      | 103.000            | 9,43                    | T             |
| Hahnebalzer Teich, Oberer                                      | vor 1695      | 66.000             | 8,11                    | -             |
| Hahnebalzer Teich, Unterer                                     | 1676/86       | 52.000             | 9,42                    | -             |
| Hasenbacher Teich                                              | 1660          | 140.000            | 9,12                    | T             |
| Hasenteich (†)                                                 |               |                    |                         | -             |
| Hausherzberger Teich, Oberer                                   | 1588          | 180.000            | 7,18                    | T             |
| Hausherzberger Teich, Unterer                                  | vor 1613      | 198.000            | 9,35                    | T             |
| Haus Sachsener Teich                                           |               |                    |                         | -             |
| Herzberger Teich (Goslar)                                      | um 1560       | 95.000             | 12,00                   | T             |
| Hilfe-Gottes-Teich                                             | vor 1763      | 12.300             | 8,30                    | -             |
| Hirschler Teich                                                | vor 1671      | 599.000            | 11,40                   | T             |
| Hüttenteich, Zellerfeld                                        | vor 1673      | 13.000             | 6,42                    | -             |
| Hüttenteich, Altenau                                           | 1688          | 49.000             | 11,73                   |               |
| Huttaler Teich, Oberer (†)                                     |               |                    |                         | -             |
| Huttaler Teich, Unterer (†)                                    |               |                    |                         | -             |
| Jägersbleeker Teich                                            | um 1670       | 380.000            | 13,65                   | T             |
| Johann-Friedricher Teich                                       | 1674          | 96.000             | 6,79                    | T             |
| Karpfenteich (Hahnenklee) (†)                                  | vor 1680      |                    |                         | -             |
| Kellerhalsteich, Oberer                                        | vor 1679      | 68.000             | 10,78                   | -             |
| Kellerhalsteich, Mittlerer                                     | 1724          | 436.000            | 14,90                   | T             |
| Kellerhalsteich, Unterer                                       | vor 1679      | 53.000             | 8,10                    | -             |
| Kiefhölzer Teich                                               | vor 1671      | 248.000            | 9,72                    | T             |
| Klein-Clausthaler Teich                                        | um 1680       | 29.000             | 8,34                    | -             |
| Kranicher Teich, Kleiner                                       | vor 1675      | 11.000             | 2,47                    | -             |
| Kranicher Teich, Großer                                        | vor 1675      | 110.000            | 8,24                    | T             |
| Kreuzbacher Teich                                              | vor 1680      | 9.000              | 5,58                    | -             |
| Kuttelbacher Teich                                             | 1674          | 163.000            | 12,75                   | T             |
| Lange Teich                                                    | 1719          | 15.000             | 6,73                    | -             |
| Langer Teich                                                   | vor 1606      | 49.000             | 7,30                    | -             |
| Nassenwieser Teich, Oberer                                     | um 1671       | 132.000            | 8,82                    | T             |
| Nassenwieser Teich, Unterer (†)                                | vor 1743      | 48.000             | 6,0                     | -             |
| Neue Teich (Lautenthal)(†)                                     | nach 1680     | 11.800             | 5,8                     | -             |
| Oderteich                                                      | 1715–1721     | 1.670.000          | 18,00                   | T             |
| Okerteich, Kleiner                                             | 1714          | 22.000             |                         | -             |
| Pfauenteich, Oberer                                            | vor 1551      | 121.000            | 8,27                    | T             |
| Pfauenteich, Mittlerer                                         | vor 1551      | 259.000            | 9,53                    | T             |
| Pfauenteich, Unterer                                           | vor 1551      | 214.000            | 8,94                    | T             |
| Pixhaier Teich                                                 | 1672          | 281.000            | 8,75                    | T             |
| Polstertaler Teich                                             | 1728          | 46.000             | 6,48                    | -             |
| Prinzenteich                                                   | 1686          | 385.000            | 8,74                    | T             |
| Röhrenteich                                                    |               |                    |                         | -             |
| (Unterer) Schalker Teich                                       | 1730          | 151.000            | 11,28                   | T             |
| Schalker Teich, Mittlerer (†)                                  | vor 1680      | 150.000            | 9,10                    |               |
| Schalker Teich, Oberer (†)                                     | 1733          |                    | 14,35                   | -             |
| Schlackentaler Teich (Oberer)                                  | 1921–22       | 3.200              | 4,46                    | -             |
| Schröterbacher Teich                                           | 1652          | 72.000             | 9,06                    | -             |
| Schwarzenbacher Teich                                          | vor 1608      | 146.000            | 7,39                    | T             |
| Semmelwieser Teich                                             | 1691          | 53.000             | 7,24                    | -             |
| Silberteich                                                    | 1755          | 22.000             | 8,0                     | -             |
| Spiegelthaler Teich, Oberer                                    | vor 1673      | 51.000             | 7,67                    | -             |
| Spiegeltaler Teich, Unterer                                    | 1672          | 152.000            | 10,91                   | T             |
| Stadtweger Teich                                               | 1727          | 294.000            | 10,12                   | T             |
| Stuffentaler Teich (†)                                         |               |                    |                         | -             |
| Sumpfteich (Buntenbock)                                        | vor 1639      | 189.000            | 6,91                    | T             |
| Than-Teich                                                     | vor 1684      | 12.000             | 6,45                    | -             |
| Wasserläufer Teich                                             | vor 1659      | 25.000             | 5,78                    | -             |
| Wiesenbeker Teich (Bad Lauterberg)                             | 1715          | 480.000            | 14,50                   | T             |
| Zankwieser Teich                                               | 1688          | 107.000            | 9,67                    | T             |
| Zechenteich, Oberer                                            | vor 1661      | 33.000             | 5,85                    | -             |
| Zechenteich, Mittlerer                                         | vor 1661      | 45.000             | 6,70                    | -             |
| Ziegenberger Teich                                             | um 1645       | 313.000            | 8,94                    | T             |

(†) bedeutet: Teich außer Betrieb, weitgehend trocken. Dammreste sind vorhanden.

„T“ bedeutet: Talsperre gemäß Niedersächsischem Wassergesetz.
Wo keine Daten hinterlegt sind, sind die Teiche in der Regel schon vor Einstellung des Bergbaues in andere Hände gelangt und deshalb nicht so exakt dokumentiert.

## Außerbetriebnahme und Rückbau
Mehr als die Hälfte der 143 Stauteiche sind nicht mehr in Betrieb. Teilweise weiß man von ihnen nur aus den historischen Quellen, teilweise wurden sie von später vergrößerten Teichen überstaut; die meisten von ihnen wurden aber stillgelegt. Die Dammreste finden sich in der Regel noch im Gelände und sind für das geübte Auge erkennbar. Soweit noch Spuren dieser Bauwerke im Geländerelief vorhanden sind, wurden auch diese als Bodendenkmal definiert und sind Bestandteil der Dokumentation des Weltkulturerbes.
Diese  Außerbetriebnahmen erfolgten vor allem dann, wenn die versorgten Bergwerke nicht mehr ergiebig waren, aufgegeben werden mussten und keine andere wichtige Anlage von diesem Teich aus versorgt werden konnte. Ein anderer Stilllegungsgrund war das Anstehen von besonders aufwendigen Reparaturen. Sehr oft führte eine Kombination von beiden Gründen zur Außerbetriebnahme eines Staudammes. Diesen Vorgang bezeichnen die Bergleute auch heute noch als „Abwerfen“. Ein weiterer Anlass für die Außerbetriebnahme eines Staudammes konnte ein Bauwerksversagen in Form eines Dammbruches sein, der nicht in jedem Fall zu einem Wiederaufbau des Absperrbauwerkes führte.
Damit von ihnen keine Gefahr mehr ausgeht, müssen stillgelegte Staudämme rückgebaut werden, so dass auch im Ausnahmefall kein Anstau des Gewässers mehr erfolgen kann. In der Regel wurde in diesen Fällen das Dammbauwerk mit einem recht aufwendigen Schlitz versehen, der bis zur Talsohle reichen musste. Wurde dieser Rückbau versäumt oder nur unvollständig durchgeführt, dann konnte das Bauwerk im Einzelfall auch Jahrhunderte später zu kritischen Situationen beitragen; ein Beispiel hierfür ist das Bauwerksversagen am Oberen Schalker Teich im Jahr 2017.